# Балакот
Балакот ([ˈbælɑːˌkɒt]; урду بالاکوٹ; Urdu pronunciation: [bɑː.lɑː.koːʈ]) — місто в окрузі Мансехра в провінції Хайбер-Пахтунхва в Пакистані. Місто було зруйноване під час землетрусу в Кашмірі 2005 року, але пізніше було відновлено за сприяння уряду Пакистану та Саудівської громадської допомоги жертвам землетрусу в Пакистані (SPAPEV), саудівської організації допомоги. Балакот також є центром для туристів, які відвідують Північні райони

## Географія

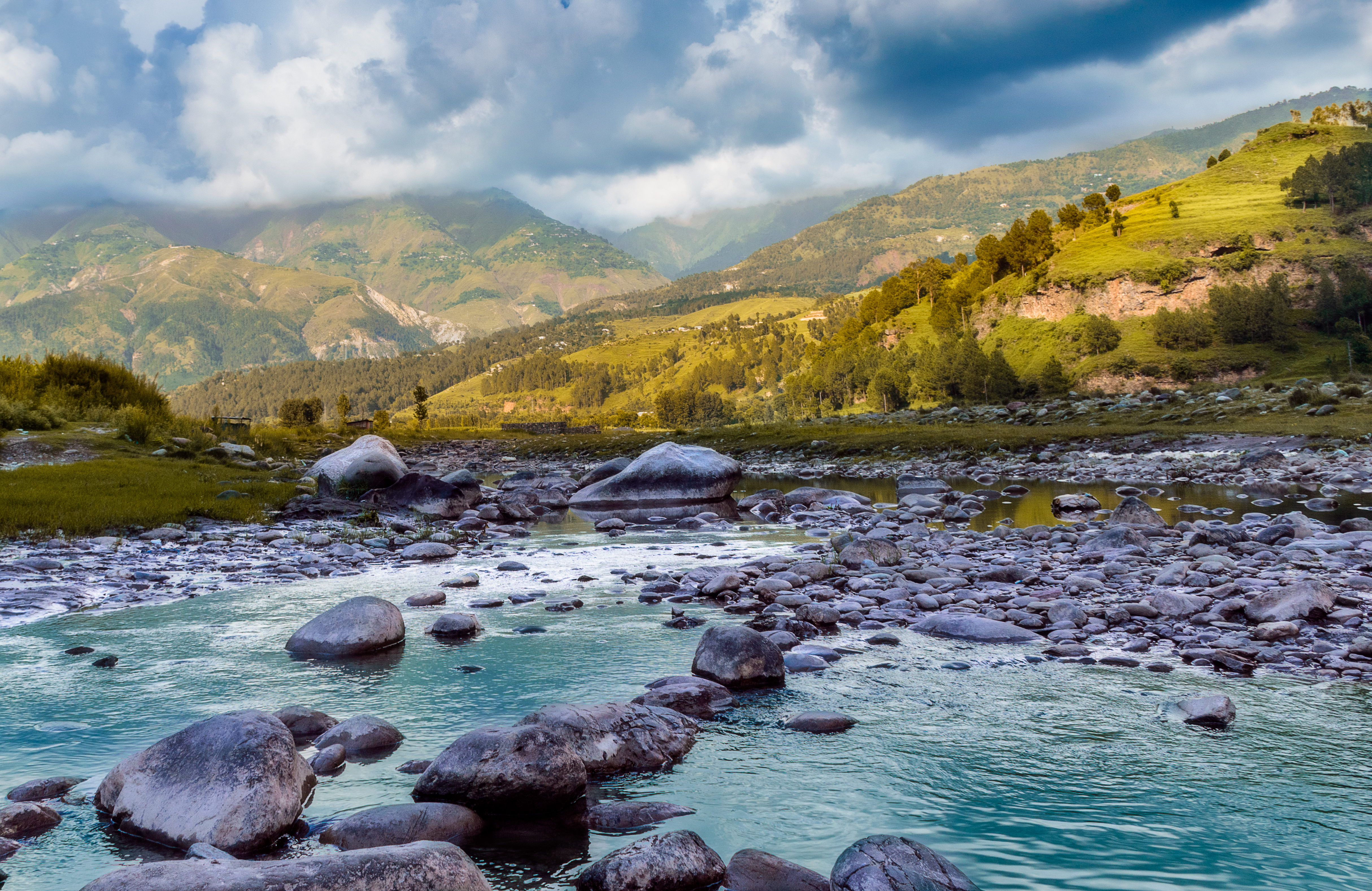
Річка Кунгар, що протікає через Балакот

Балакот розташований на правому березі річки Кунгар. Це майже дві третини довжини річки від її витоку в озері Дхарам Сар глибоко в долині Каган, перед впадінням у річку Джелум.
Нижня територія нижче Балакота, яку іноді називають долиною Найнсух, є помірною, тоді як долина Каган над містом Балакот досить холодна, щоб взимку вся територія замерзала. Долина Каган — приємне літнє місце. Його верхня частина від Нарану вгору за течією не має мусону, але нижня частина його добре сприймає, тому тут ліс.
Зараз Балакот розширює місто та центр серед віддалених північних частин Пакистану. Менші хутори розташовані в терасових горах навколо нього.

## Клімат
Балакот має вологий субтропічний клімат (кліматична класифікація Кеппена Cfa) з жарким літом і прохолодною зимою. Опадів у Балакоті набагато більше, ніж у більшості інших частин Пакистану. Найсильніші опади випадають або в кінці зими (лютий–березень), пов’язані з фронтальними системами, або в сезон мусонів (червень–серпень); однак у середньому за всі місяці випадає значна кількість опадів.

## Адміністрація
Балакот — одне з головних міст округу Мансехра. Він служить головним містом Балакот Техсіль, який є найбільшим Техсіль округу Мансехра. Він також має Раду Союзу та керує багатьма навколишніми меншими містами та селами.

## Етнічна приналежність
Більшість населення розмовляє гіндко, індоарійською мовою, близькою до панджабі, якою також розмовляють в решті району Мансехра. Є також носії гуджарі. Головний район міста Балакот обмежений Гуджаром, Аваном, Сваті, Мадахайлом/Мадахелем, Юсуфзаєм, Саєдом, Турком, Моголом і Ханкі. 

## Транспорт
У 1965 році в Балакоті через річку Кунхар був побудований міст під назвою «Міст Аюб». Міст з'єднує Балакот, а також долину Каган з рештою Пакистану.